# Кубок Північної Ірландії з футболу 2002—2003
Кубок Північної Ірландії з футболу 2002–2003 — 123-й розіграш кубкового футбольного турніру в Північній Ірландії. Титул вп'яте здобув Колрейн.

## 1/16 фіналу
| Команда 1                 | Рахунок | Команда 2             |
| ------------------------- | ------- | --------------------- |
| 18 січня 2003             |         |                       |
| Арма Сіті                 | 1:2     | Балліклер Комрадс     |
| Баллінур Олд Бойс         | 0:3     | Лімаваді Юнайтед      |
| Каррік Рейнджерс          | 2:6     | Ома Таун              |
| Крузейдерс                | 2:0     | Лурган Селтік         |
| Данганнон Свіфтс          | 1:0     | Інститут              |
| Гленавон                  | 4:0     | Лофголл               |
| Гленторан                 | 11:0    | Оксфорд Юнайтед Старс |
| Харленд-енд-Вульф Велдерс | 2:1     | Бангор                |
| Кіллілей Ют               | 2:1     | Бенбрідж Таун         |
| Лінфілд                   | 1:0     | Кліфтонвілл           |
| Лісберн Дістіллері        | 0:2     | Колрейн               |
| Мойола Парк               | 1:2     | Ардс                  |
| Ньюрі Таун                | 1:1     | Нокбреда Паріш        |
| Портадаун                 | 1:1     | Балліміна Юнайтед     |
| Тобермор Юнайтед          | 2:0     | Брентвуд              |

Перегравання
| Команда 1      | Рахунок | Команда 2         |
| -------------- | ------- | ----------------- |
| 21 січня 2003  |         |                   |
| Нокбреда Паріш | 2:1     | Ньюрі Таун        |
| Портадаун      | 6:0     | Балліміна Юнайтед |

## 1/8 фіналу
| Команда 1         | Рахунок | Команда 2                 |
| ----------------- | ------- | ------------------------- |
| 15 лютого 2003    |         |                           |
| Балліклер Комрадс | 0:3     | Гленторан                 |
| Лімаваді Юнайтед  | 0:3     | Гленавон                  |
| Ома Таун          | 1:0     | Данганнон Свіфтс          |
| Колрейн           | 2:0     | Ларн                      |
| Ардс              | 1:0     | Кіллілей Ют               |
| Крузейдерс        | 1:1     | Харленд-енд-Вульф Велдерс |
| Портадаун         | 2:0     | Нокбреда Паріш            |
| Тобермор Юнайтед  | 0:2     | Лінфілд                   |

Перегравання
| Команда 1      | Рахунок | Команда 2                 |
| -------------- | ------- | ------------------------- |
| 18 лютого 2003 |         |                           |
| Крузейдерс     | 2:1     | Харленд-енд-Вульф Велдерс |

## 1/4 фіналу
| Команда 1       | Рахунок | Команда 2  |
| --------------- | ------- | ---------- |
| 8 березня 2003  |         |            |
| Колрейн         | 2:0     | Крузейдерс |
| Портадаун       | 5:0     | Гленавон   |
| 11 березня 2003 |         |            |
| Ардс            | 0:1     | Гленторан  |
| 13 березня 2003 |         |            |
| Ома Таун        | 1:0     | Лінфілд    |

## 1/2 фіналу
| Команда 1     | Рахунок | Команда 2 |
| ------------- | ------- | --------- |
| 5 квітня 2003 |         |           |
| Колрейн       | 5:2     | Ома Таун  |
| Гленторан     | 6:1     | Портадаун |

## Фінал
| 3 травня 2003 |

| Колрейн   | 1:0      | Гленторан |
| --------- | -------- | --------- |
| Толан 11' | Протокол |           |

| Віндзор Парк, Белфаст Глядачів: 9 000 |